# Centaurea degeniana
Centaurea degeniana — вид квіткових рослин айстрових (Asteraceae). Ареал: Румунія, Болгарія.